# Reino de Sicilia
El Reino de Sicilia (en latín: Regnum Siciliae, en italiano: Regno di Sicilia y en siciliano: Rignu di la Sicìlia o Regnu dâ Sicilia) fue un Estado del sur de la península itálica y la isla de Sicilia, que se desarrolló desde su fundación por Roger II de Sicilia en 1130 hasta 1816. Fue el sucesor del Condado de Sicilia, creado en 1071 durante la conquista normanda de Italia Meridional. La isla estuvo dividida en tres regiones: Val di Mazara, Val Demone y Val di Noto (en cuyos nombres el término «val» es un derivado de la palabra árabe wālī, con significado de distrito).
En 1282, una revolución contra el gobierno de la dinastía Angevina, conocida como las Vísperas sicilianas, expulsó a Carlos de Anjou de Sicilia. Los angevinos lograron mantener el control de la parte peninsular del reino que, aunque también se llamó Reino de Sicilia (oficialmente: Regnum Siciliae citra Pharum), comúnmente se denomina Reino de Nápoles por el nombre de su capital. Posteriormente a las Vísperas sicilianas, la isla (Regnum Siciliae ultra Pharum) se convirtió en un reino separado bajo la Corona de Aragón.
Después del año 1302, el reino insular fue conocido también como Reino de Trinacria, y a menudo su corona fue entregada a los monarcas de Aragón, a la Monarquía Hispánica o al Sacro Imperio Germánico. En 1816 se unió con el Reino de Nápoles para constituir el Reino de las Dos Sicilias que perduró hasta que, en 1861, en el curso del proceso de Unificación italiana, fue conquistado por el Reino de Piamonte-Cerdeña y se fusionó con los demás Estados italianos para formar el Reino de Italia.

## Conquista y reino normando, 1071-1198

Roger II creó en 1135 el reino normando de África, que quería unir a su Reino de Sicilia. Pero la muerte en 1154 se lo impidió.

Sicilia fue conquistada hacia el 1071 por el Gran Conde Roger, estableciéndose como condado. El conde Roger formaba parte de unos mercenarios normandos que habían sido pagados por bizantinos, quienes deseaban expulsar a los sarracenos de la península itálica. Con él se iniciará la dinastía Hauteville en Sicilia.
El antipapa Anacleto II invistió a Roger II como rey de Sicilia. y él lo hace su feudo, cosa que plantea un problema político cuando la dinastía Hohenstaufen toma el poder en el reino de Sicilia. Los descendientes de Roger II, Guillermo I y Guillermo II, reinaron en Sicilia desde de su muerte en 1154 hasta 1189.
Roger II creó una poderosa flota en el Mediterráneo central. En 1135 conquistó las costas de Túnez, creando el Reino de África (un protectorado del Reino de Sicilia).

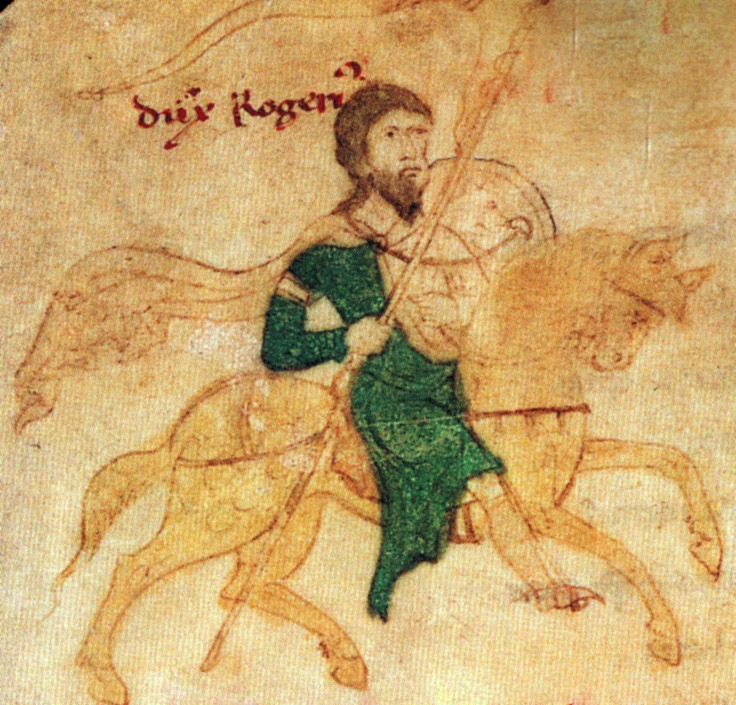
Roger II de Sicilia.

Guillermo II no tuvo descendencia, por lo que nombra heredera legítima a su tía, Constanza I de Sicilia (hermana de Guillermo I), la cual se casa con Enrique VI, lo que permite la llegada al poder de la dinastía Hohenstaufen.
El papa Clemente III teme por los bienes de la iglesia en Sicilia al subir al poder la dinastía Hohenstaufen, lo que provoca su rechazo al matrimonio entre Constanza I de Sicilia y el emperador Enrique VI. Clemente III invita al emperador a rendirle juramento de vasallaje, pero el emperador lo rechaza.
El papa decide entonces dar apoyo a Tancredo de Sicilia, bastardo de Roger II, que muere en 1194.

## Dinastía Hohenstaufen, 1194-1266

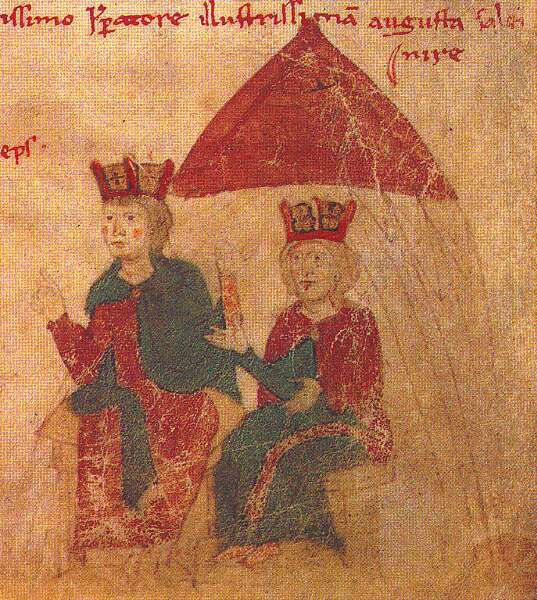
Enrique VI y Constanza I de Sicilia, imagen de 1196.

Enrique VI se proclama rey de Sicilia el 25 de diciembre de 1194, en Palermo, junto con su esposa Constanza I de Sicilia. Su reinado será sin embargo corto, ya que muere en 1197. Entre esta fecha y 1220, el Papa intenta frenar el poder de los Hohenstaufen en Sicilia.
El reino de Sicilia sin embargo no tiene ningún poder central como en las demás monarquías, así que los barones y los obispos usurpan las prerrogativas reales, y las ciudades grandes no aconsejan seguir adelante con sus instituciones comunales.
En 1220, Federico II, el hijo de Enrique VI, se proclama emperador. Ese diciembre, en Capua, deroga la ley normanda y cancela las concesiones de 1189 para castigar a los que aprovecharon el vacío de poder para hacerse fuertes.
En 1230, las constituciones de Melfi, inspiradas en la ley romana, dan leyes reales al reino. En ellas Federico II reorganizaba el reino de Sicilia como una Monarquía autoritaria, con un gobierno centralizado, renegando el feudalismo. Estas leyes continuaron siendo, con unas mínimas reformas, las leyes básicas de Sicilia hasta 1819.

## Dinastía angevina, 1266-1282
Al subir al trono Manfredo I de Sicilia, el papa, Clemente IV, lo excomulga por ser hijo ilegítimo de su padre, volviéndose el reino de Sicilia propiedad del Papado. En 1262, Constanza II de Sicilia, hija del anterior, se casa con Pedro el Grande, rey de Aragón y conde de Barcelona. Esta situación de acoso entre la dinastía Hohenstaufen y la casa de Aragón, siendo Constanza la heredera de Manfredo, provoca la antipatía del papa Clemente IV, francés, que busca ayuda en Carlos I de Anjou, hermano pequeño de su aliado Luis IX de Francia. Así las tropas de Carlos de Anjou entran en el sur de Italia y luchan con Manfredo I en la batalla de Benevento, mientras Carlos es coronado rey de Sicilia en Roma, en 1266.
Bajo Carlos de Anjou, y posteriormente su hijo Carlos II, el norte del reino se favorece en detrimento del sur, así la capital es trasladada de Palermo a Nápoles. Esta situación de dominación angevina concluye con las Vísperas sicilianas, que conducen a la división del reino de Sicilia en 1282, en el reino de Sicilia peninsular o reino de Nápoles, bajo dominio angevino, y el reino de Sicilia insular, bajo dominio aragonés.

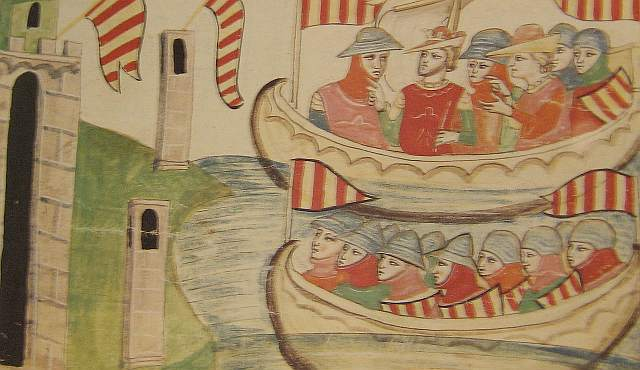
Pedro III llega a Trapani.

## Corona de Aragón, 1282-1468
Con el matrimonio de la heredera legal de Manfredo I Hohenstaufen, Constanza II de Sicilia, con Pedro III el Grande, el reino de Sicilia se convierte en uno de los principales intereses del rey aragonés, debido a que alegaba los derechos de su esposa al trono en el reino isleño. Cuando Pedro III se disponía a hacer valer el poder de su flota en el Mediterráneo, los sicilianos se rebelaron contra los Anjou (entre otras causas debido a las cargas impositivas que soportaban) en los sucesos conocidos como las Vísperas sicilianas. La nobleza de Sicilia deseaba cierto grado de autonomía política y consiguió expulsar a la dinastía angevina. No se hizo esperar el contraataque de Carlos de Anjou pero, para poder hacer frente a los angevinos, los sicilianos invitan a Pedro el Grande a reivindicar los derechos de su esposa y, segregándose de Nápoles, le entregan a Pedro III el trono del reino.
Los conflictos entre los reinos de Sicilia y Nápoles fueron constantes hasta que es elegido Papa Benedicto XII en 1334, quien tenía relaciones de amistad con Federico II de Sicilia, y le promete respeto de la Santa Sede en Trinacria. 
Los dos reinos resultantes estuvieron separados hasta 1442, cuando, el rey de Aragón, Alfonso V el Magnánimo (Alfonso I en Sicilia), en calidad de hijo adoptivo de la reina Juana II de Nápoles, conquistó el Reino de Nápoles y los reunificó con Sicilia. A su muerte, en 1458, Alfonso V dejó la corona de Nápoles a su hijo natural, Fernando I de Nápoles, mientras, las coronas de Aragón y Sicilia, a su hermano Juan II de Aragón.

## Dominio español (Casa de Austria), 1516-1714
Los antiguos reinos gobernados por soberanos aragoneses en Italia quedarán bajo dominio de la recién nacida Monarquía Hispánica y serán gobernados mediante virreyes. Los reinos de Nápoles y Sicilia  mantendrán su sistema administrativo y de gobierno, separados uno del otro. En esta época los reyes portaron en su titulación el de Rey de las dos Sicilias (Rex utriusque Siciliae, es decir, reyes de la "Sicilia" peninsular, correspondiente al Reino de Nápoles, y reyes de la Sicilia insular propiamente dicha, correspondiente al entonces Reino de Sicilia).
Sicilia, en el siglo XVI, bajo la administración de la Casa de Austria, fue acosada por el creciente Imperio otomano, y esto llevó al asedio de Malta con el consiguiente derrumbe del comercio en el Mediterráneo centro-oriental. Entre los virreyes españoles de Sicilia destacó Pedro Téllez-Girón y Velasco, duque de Osuna. Cuando el duque de Osuna tomó posesión del nuevo cargo en Milazzo, el 9 de marzo de 1611, el reino de Sicilia se hallaba en la miseria. Por falta de crédito, la Caja de Palermo (el erario público) había tenido que declararse en bancarrota y cerrar sus puertas. La moneda se adulteraba sin recato y la inflación arruinaba al sufrido pueblo siciliano. En Mesina los bandoleros isleños asaltaban las tiendas y los comercios a plena luz del día, en medio de la indiferencia general, y era imposible viajar sin una escolta armada. 
El duque de Osuna logró poner remedio a tamaños males, con general aplauso de los sicilianos: restituyó el crédito de la hacienda pública, restableció el peso y la ley de las monedas, ajustó los impuestos a las verdaderas rentas de los contribuyentes, equilibró los presupuestos e hizo aumentar los ingresos. Los caminos fueron limpiados de salteadores y facinerosos, la autoridad y la libertad de los ministros de la justicia, restaurada, y las cárceles repletas quedaron yermas y vacías. El nuevo virrey de Sicilia logró también reorganizar la marina, como mejor medio de defender la isla contra las incursiones de turcos y berberiscos. 

Mapa político de Europa después del Tratado de Utrecht.

## Reino borbónico de Sicilia
Al terminar la guerra de sucesión española Sicilia fue cedida a Ducado de Saboya (bajo el reinado de Víctor Amadeo II) mediante los tratados de Utrecht. Pero ya en 1720 Sicilia pasó en manos de los Habsburgo de Austria.
En 1734, José Carrillo de Albornoz, conde de Montemar, reconquistó Sicilia para los Borbones, los cuales dieron vida a la dinastía Borbón-Dos Sicilias, una rama italiana de los Borbones españoles, reinante en todo el Mezzogiorno (reinos independientes de Nápoles y Sicilia).

## Reino de las Dos Sicilias
El advenimiento del Primer Imperio francés de Napoleón Bonaparte, significó que Nápoles fue tomada tras la batalla de Campo Tenese y se instauraron reyes de Nápoles bonapartistas. El borbón rey Fernando, en 1805, se vio obligado a retirarse a Sicilia, que aún controlaba totalmente gracias a la ayuda de la protección naval británica. Después de esto, Sicilia se vio implicada en las guerras napoleónicas. Después de la guerra, en diciembre de 1815, el rey Fernando regresó a Nápoles.

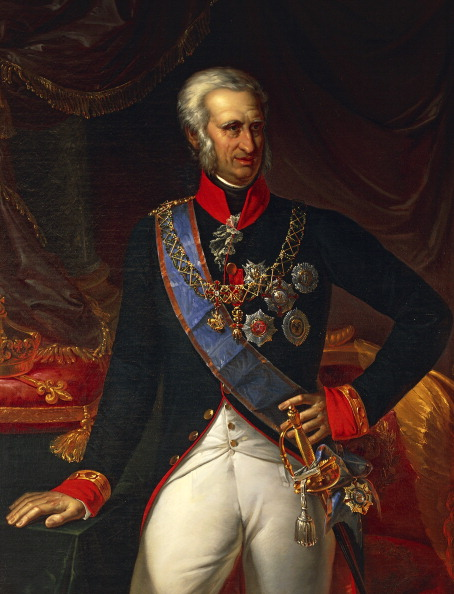
Fernando I de las Dos Sicilias.

Los reinos de Sicilia y de Nápoles se unieron formalmente en 1816 como Reino de las Dos Sicilias bajo los Borbon-Dos Sicilias. Grandes movimientos revolucionarios acontecieron en Palermo en los años 1820 y 1848, contra el gobierno borbónico, con Sicilia buscando su independencia de Nápoles; la segunda revolución siciliana, la de 1848, resultó triunfadora, y como consecuencia de ello se abrió un período de efímera independencia para Sicilia, con su propio gobierno y su propio parlamento. Más tarde, en el curso del proceso de Unificación italiana, Sicilia, así como el resto del Reino de las Dos Sicilias, fue conquistada por el Reino de Piamonte-Cerdeña y se fusionó con los demás Estados italianos para formar el Reino de Italia.

## Sociedad
Durante el Reino normando de Sicilia, las comunidades locales mantuvieron sus privilegios. Los gobernantes del reino Hohenstaufen reemplazaron a la nobleza local con señores del norte de Italia, lo que provocó enfrentamientos y rebeliones contra la nueva nobleza en muchas ciudades y comunidades rurales. Estas revueltas resultaron en la destrucción de muchas áreas agrarias y el surgimiento del nacionalismo de clase media, lo que finalmente llevó a que los habitantes urbanos se convirtieran en aliados de los aragoneses. Esta situación continuó durante el breve gobierno de los angevinos hasta su derrocamiento durante las Vísperas sicilianas. Los angevinos comenzaron a feudalizar el país, aumentando el poder de la nobleza al otorgarles jurisdicción sobre la alta justicia.
Al mismo tiempo, se intensificó la feudalización del Reino de Sicilia, mediante la imposición de vínculos y relaciones feudales entre sus súbditos. La erupción del Etna en 1669 destruyó Catania. En 1693, el 5 % de la población del Reino murió a causa de los terremotos. Durante ese período también hubo brotes de peste. Los siglos XVII y XVIII fueron una época de decadencia del reino. La corrupción prevalecía entre las clases media y alta de la sociedad. La corrupción generalizada y el maltrato de las clases bajas por parte de los señores feudales llevaron a la creación de grupos de bandidos, que atacaron a la nobleza y destruyeron sus feudos. Estos grupos, que se autodenominaban "mafia", fueron la base de la mafia siciliana moderna. La escalada de revueltas contra la monarquía condujo finalmente a la unificación con Italia.
El reino tuvo un parlamento desde 1097, que continuó reuniéndose a lo largo de la historia del reino hasta la Constitución de Sicilia de 1812.

## Demografía
Durante el reinado de Federico II (1198-1250), el reino tenía una población de aproximadamente 2,5 millones de habitantes. Durante la era Hohenstaufen, el Reino tenía tres ciudades con una población de más de 20.000 habitantes cada una. Después de la pérdida de las provincias del norte en 1282 durante las Vísperas sicilianas y varios desastres naturales como la erupción del Etna en 1669, la población del Reino de Sicilia se redujo. En 1803, la población del Reino era de 1.656.000 habitantes. Las principales ciudades del Reino en aquella época eran Palermo, Catania, Mesina, Módica y Siracusa.